# 5800 Pollock
Az 5800 Pollock (ideiglenes jelöléssel 1982 UV1) a Naprendszer kisbolygóövében található aszteroida. Antonín Mrkos fedezte fel 1982. október 16-án.